# 노먼 스미스
노먼 스미스(1923년 1월 1일 -2008년 3월 3일)은 영국의 음반 프로듀서이다. 그는 1965년까지 비틀즈의 엔지니어였는데, 이후 그는 프로듀서로 승진했고 그 자리는 제프 에머릭이 대신하게 된다. 그가 마지막으로 작업한 비틀즈의 앨범은 《Rubber Soul》이었다.
이후 1967년부터 그는 핑크 플로이드와 작업을 시작하여, The Piper at the Gates of Dawn, A Saucerful of Secret, Ummagumma, Atom Heart Mother 앨범을 제작하기도 하였다.
그는 회고록 "레논은 나를 노멀이라 불렀었지"(John Lennon Called Me Normal)를 집필했었다.